# Expedició 55
L'Expedició 55 és la 55a estada de llarga durada a l'Estació Espacial Internacional, que va començar a partir de la sortida de la Soiuz MS-06 el 27 de febrer de 2018. Anton Xkaplerov, Scott D. Tingle i Norishige Kanai van ser transferits de l'Expedició 54, amb Anton Xkaplerov prenent el paper de comandant.

## Tripulació
| Posició           | Primera Part (Febrer–Març 2018)           | Segona Part (Març de 2018 – actualitat)    |
| ----------------- | ----------------------------------------- | ------------------------------------------ |
| Comandant         | Anton Xkaplerov, RSA Tercer vol espacial  | Anton Xkaplerov, RSA Tercer vol espacial   |
| Enginyer de Vol 1 | Scott D. Tingle, NASA Primer vol espacial | Scott D. Tingle, NASA Primer vol espacial  |
| Enginyer de Vol 2 | Norishige Kanai, JAXA Primer vol espacial | Norishige Kanai, JAXA Primer vol espacial  |
| Enginyer de Vol 3 |                                           | Andrew Feustel, NASA Tercer vol espacial   |
| Enginyer de Vol 4 |                                           | Oleg Artémiev, RSA Segon vol espacial      |
| Enginyer de Vol 5 |                                           | Richard R. Arnold, NASA Segon vol espacial |

FontNASA